# (2675) Tolkien
(2675) Tolkien ist ein Asteroid des inneren Hauptgürtels, der am 14. April 1982 vom britischen Studenten Martin Watt an der Anderson Mesa Station des Lowell-Observatoriums in Arizona bei einer Helligkeit von 16,8 mag entdeckt wurde. Es war seine erste von vier Asteroidenentdeckungen, die alle innerhalb einer Woche stattfanden. Watt absolvierte zu der Zeit ein sechsmonatiges Praktikum als studentische Hilfskraft bei Edward L. G. Bowell und Brian A. Skiff und arbeitete an Asteroiden-, Computer- und Photometrieprogrammen. Nachträglich konnte der Asteroid bereits auf Aufnahmen nachgewiesen werden, die am 8. November 1934 am Krim-Observatorium in Simejis sowie in den Jahren 1937, 1939, 1949, 1950, 1952, 1969, 1970, 1973, 1975, 1980 und 1982 an dieser und verschiedenen anderen Sternwarten in Finnland, Belgien, USA, Australien und China gemacht worden waren, die letzten davon am Lincoln Laboratory ETS in New Mexico nur 12 Tage vor der Entdeckung durch Watt.
Der Asteroid wurde benannt nach J. R. R. Tolkien (1892–1973), Autor und Philologe, Professor für Englische Sprache am Merton College der University of Oxford. Er ist vor allem für seine phantasievollen Werke bekannt, insbesondere Der Herr der Ringe und Der Hobbit, und interessierte sich sein Leben lang auch für Astronomie.
Aufgrund seiner Bahneigenschaften wird (2675) Tolkien als Mitglied der Flora-Familie angesehen.

## Wissenschaftliche Auswertung
Eine Auswertung von Beobachtungen durch das Projekt NEOWISE im nahen Infrarot führte 2012 für den Asteroiden zu vorläufigen Werten für den Durchmesser und die Albedo im sichtbaren Bereich von 11,0 km bzw. 0,21.
In einer koordinierten photometrischen Beobachtung im Zeitraum vom 5. Januar bis 27. März 2011 am Shed of Science Observatory in Minnesota, am Via Capote Observatory in Kalifornien und an der Sternwarte Ondřejov in Tschechien konnte eine Lichtkurve für den Asteroiden registriert werden, die auf eine extrem lange Rotationsperiode von 1058 ± 30 h hindeutete. Das Ergebnis erschien plausibel, da während der Beobachtungszeit zwei volle Perioden der Lichtkurve mit guter Übereinstimmung erfasst wurden.